# Óscar Mendoza Azurdia
Óscar Mendoza Azurdia, né le 4 juin 1917 — mort le 9 janvier 1995, est un homme d'État guatémaltèque. Il est président du Guatemala du 24 au 26 octobre 1957.